# راین زینکی
راین زینکی (انگلیسی: Ryan Zinke) (‎/ˈzɪŋki/‎) سیاستمدار آمریکایی و وزیر کشور سابق آمریکا در دولت ترامپ از سال ۲۰۱۷ تا ۲۰۱۸ است. او پیشتر نماینده مجلس نمایندگان ایالات متحده آمریکا از حوزه انتخابیه کلی مونتانا بوده‌است. او که عضو حزب جمهوری‌خواه (ایالات متحده آمریکا) است، پیشتر از سال ۲۰۰۹ تا ۲۰۱۱ عضو سنای مونتانا بود.
او در دانشگاه اورگن فوتبال کالجی بازی می‌کرد و لیسانس زمین‌شناسی گرفت. او همچنین دارای فوق لیسانس و ام بی ای است. او از سال ۱۹۸۶ تا ۲۰۰۸ عضو یگان ویژه نیروی دریایی ایالات متحده آمریکا با درجه فرمانده بود.
در ۱۵ دسامبر ۲۰۱۶، رئیس‌جمهور منتخب آمریکا دونالد ترامپ اعلام کرد قصد دارد زینکی را برای سمت وزیر کشور ایالات متحده آمریکا در کابینه خود نامزد کند. زینکی با کسب رای اعتماد از سنا در ۱ مارس ۲۰۱۷ به وزارت کشور منصوب شد.